# USS Carl Vinson
USS Carl Vinson (CVN-70) là siêu tàu sân bay lớp Nimitz thứ ba của Hải quân Hoa Kỳ, đặt theo tên nghị sĩ Carl Vinson để ghi nhận sự đóng góp của ông cho Hải quân Hoa Kỳ. Tàu được hạ thủy năm 1980, thực hiện chuyến đi đầu tiên năm 1983, được nạp lại nhiên liệu và đại tu giữa năm 2005 và 2009. Danh hiệu liên lạc của Carl Vinson là "Gold Eagle." (Đại bàng vàng). USS Carl Vinson có lượng giãn nước 103.000 tấn, dài 333 m và rộng 77 m, đủ sức chở theo tối đa 90 máy bay các loại.
Đóng vai trò là kỳ hạm của Nhóm tác chiến tàu sân bay số 1 (CSG-1), tàu USS Carl Vinson đang hoạt động ở khu vực Tây Thái Bình Dương.
Ngoài các đợt triển khai trong chiến dịch oanh kích sa mạc, chiến dịch tự do Iraq, chiến dịch Southern Watch, chiến dịch duy trì tự do, Carl Vinson đã tham gia vào một số sự kiện đáng chú ý. Thi thể của Osama bin Laden đã bị ném xuống biển trong năm 2011 từ bong tàu Carl Vinson, và cùng năm đó vào Ngày cựu chiến binh, tàu này là nơi đã diễn ra trận bóng rổ NCAA, giữa North Carolina và Michigan State.

## Người được đặt tên tàu
Là một hạ nghị sỹ của Hạ viện Hoa Kỳ trong 50 năm, Carl Vinson đã 29 năm, Chủ tịch Hạ viện Hải quân và Ủy ban Dịch vụ Vũ khí; Vinson là nhà tài trợ chính của cái gọi là "Đạo luật Vinson", đạt đến đỉnh cao trong Đạo luật hải quân hai đại dương năm 1940, tạo ra nỗ lực đóng tàu hải quân khổng lồ trong Thế chiến II.

### Con dấu tàu
Con dấu của USS Carl Vinson cho thấy một con đại bàng, đôi cánh dang rộng và móng xòe rộng, mang một cái biểu ngữ trong mỏ của nó. Con đại bàng là biểu tượng của quốc gia và phương châm của tàu, và cũng đại diện cho sức mạnh nằm trong máy bay của tàu. Con đại bàng bay theo hình chữ "V", chữ cái đầu của tên tàu, Nghị sĩ Carl Vinson. Chữ "V" cũng tượng trưng cho thân tàu khi được ngắm. Được ghi trên ngọn cờ mà con đại bàng mang theo là cụm từ Latin "Vis Per Mare" có nghĩa là "Sức mạnh thông qua biển cả".